# Hamvas árnyliliom
A hamvas árnyliliom vagy kékeszöld árnyliliom (Hosta sieboldiana) a spárgafélék (Asparagaceae) családjának agávéformák (Agavoideae) alcsaládjába sorolt árnyliliom (Hosta) nemzetség egyik faja. Japánban őshonos, de népszerű dísznövény, számos fajtáját termesztik és ültetik kertekbe világszerte.

## Megjelenése
Levelei elállók, hamvas kékeszöld vagy zöld színűek, a levéllemez ellipszis vagy tojásdad alakú, 25-35 centiméter hosszú és 14–23 centiméter széles, a levélcsúcs hosszan kihegyezett, a levélváll szíves és a levélnyélre hirtelen lefutó. A jellemzően hullámos levéllemezek 13-14 eresek, az erek mentén a levél színén bemélyedők, a levél fonákán kidudorodók. Szára felálló, 50–60 centiméter hosszú. A murvalevelek elállók, lándzsa alakúak, csúcsuk hosszan kihegyezett, megmaradók, 2,5–6 centiméter hosszúak és 1–1,7 centiméter szélesek, zöldes-fehér színűek, gyakran lilásak. A virágok kocsánykái elállók, 11–15 milliméter hosszúak; a virágok 5–5,7 centiméteresek, fehér színűek, júniusban nyílnak.

## Változatai
- Hosta sieboldiana var. hypophylla – levelei 24–33 centiméter hosszúak, tojásdad-kerekded alakúak, hirtelen kihegyesedő csúcsúak; virágai halványlilák, mintegy 6 centiméter hosszúak; szárai rövidebbek.
- Hosta sieboldiana var. fortunei – alacsonyabb termetű növény, levelei kerekdedebbek.